# Igreja de Nossa Senhora do Carmo da Antiga Sé

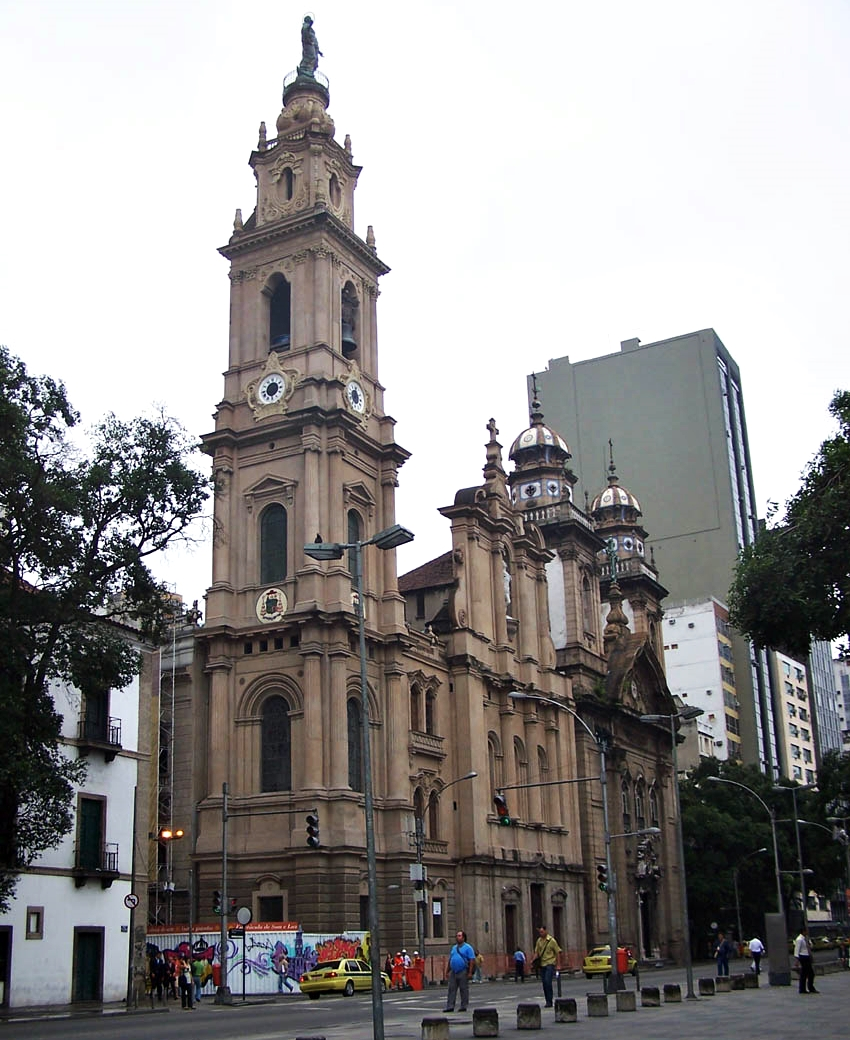
Igreja de Nossa Senhora do Carmo da Antiga Sé vista da Praça XV de Novembro. A igreja ao lado, com duas torres, é a Igreja da Ordem Terceira do Carmo.

A Igreja de Nossa Senhora do Carmo da Antiga Sé ou Antiga Sé, como é popularmente conhecida, é uma paróquia da Igreja Católica Romana, localizada à Rua Sete de Setembro, nº 14 com a Rua Primeiro de Março, no centro histórico do Rio de Janeiro. Foi a sede episcopal da Arquidiocese de São Sebastião do Rio de Janeiro até 1976, quando foi concluída a nova Catedral de São Sebastião do Rio de Janeiro, razão pela qual também é referida como Antiga Sé.
A igreja localiza-se em frente à histórica Praça XV de Novembro, ao lado dos edifícios coloniais do antigo Convento do Carmo e da Igreja da Ordem Terceira do Carmo (que é mais propriamente a igreja cuja titular é Nossa Senhora do Monte do Carmo).

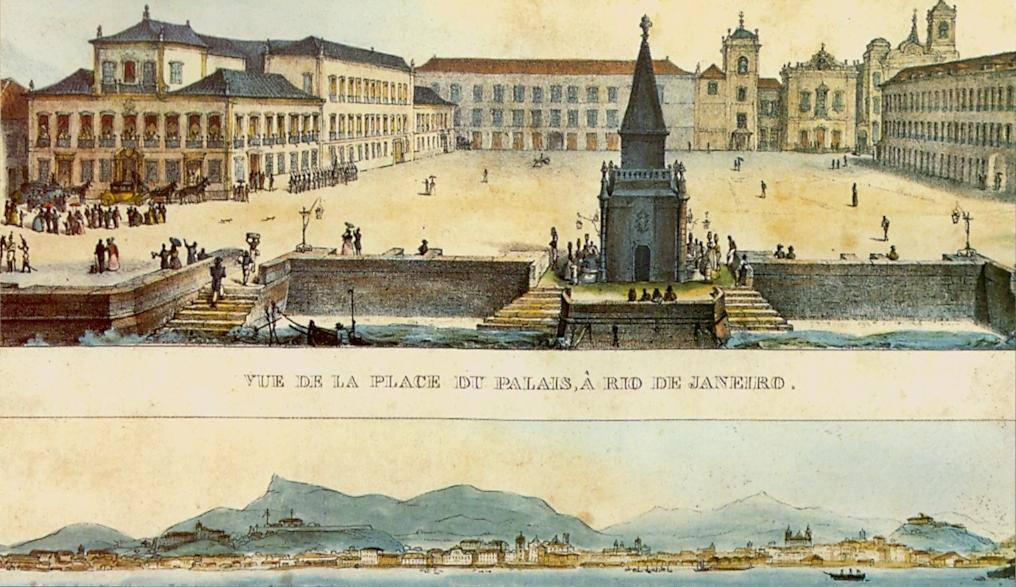
Na parte superior, a atual Praça XV, do lado esquerdo o Paço Imperial (sede do governo Colonial, Real e Imperial) ao fundo o Convento e Igreja do Carmo (onde D. Pedro I e D. Pedro II foram coroados) e o Chafariz do Mestre Valentim, na frente. Na parte inferior um panorama da cidade com destaque o Corcovado. De Jean-Baptiste Debret, em 1830.

## História

### Antecedentes
A igreja remonta à primitiva capela do vizinho Convento do Carmo, um dos mais antigos da cidade, fundado ainda no século XVI.
Quando os carmelitas chegaram à cidade, por volta de 1590, foi-lhes doada uma capelinha dedicada a Nossa Senhora do Ó, na então Rua Direita (atual Primeiro de Março), perto da praia, local do atual templo. Ao longo dos séculos XVII e XVIII, os frades construíram um grande convento ao lado da capela, edificação ainda existente, apesar de parcialmente descaracterizada.

### A Igreja de Nossa Senhora do Carmo

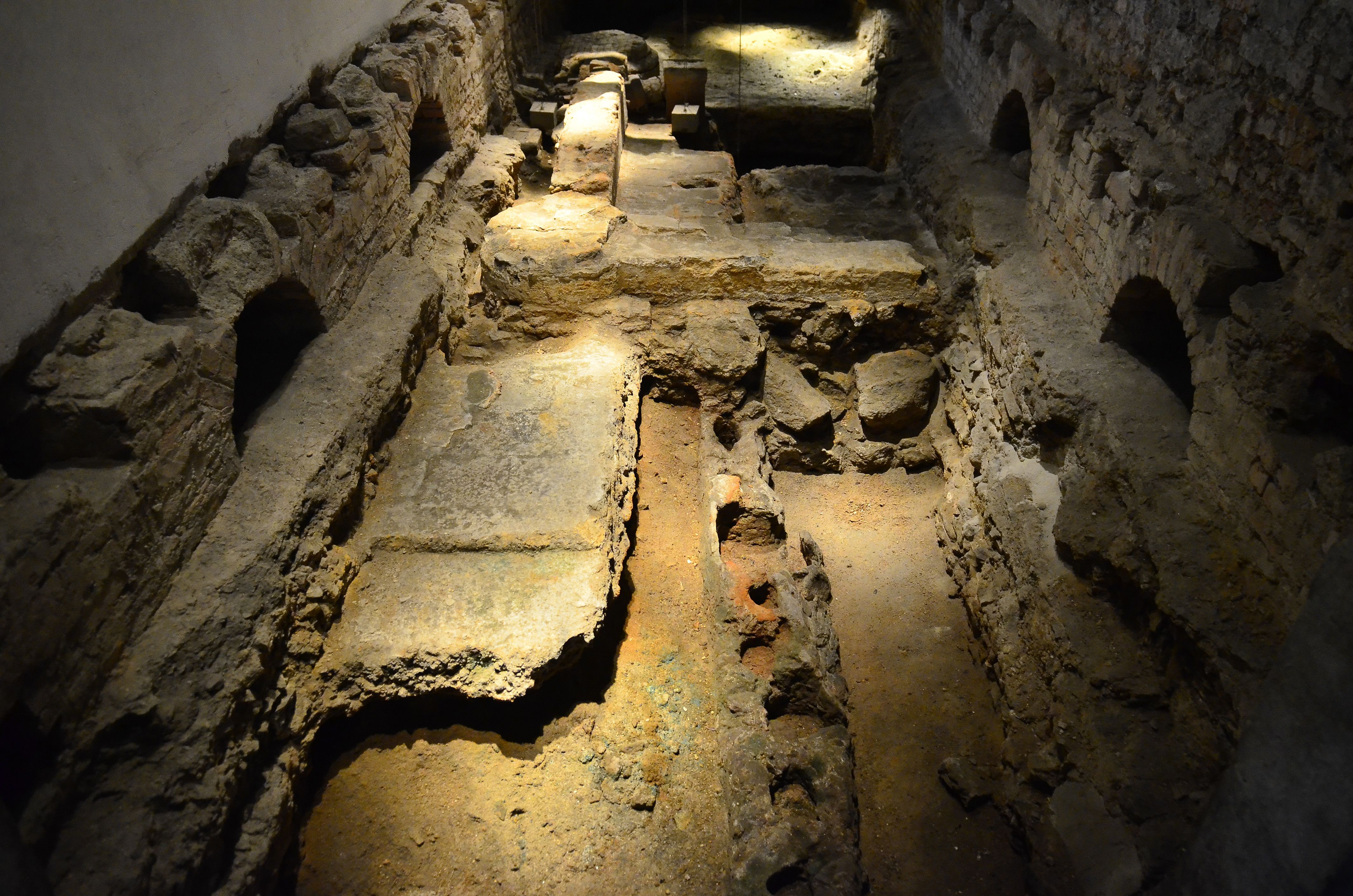
Ermida Nossa Senhora do Ó, situada sob a Igreja Nossa Senhora do Carmo da Antiga Sé.

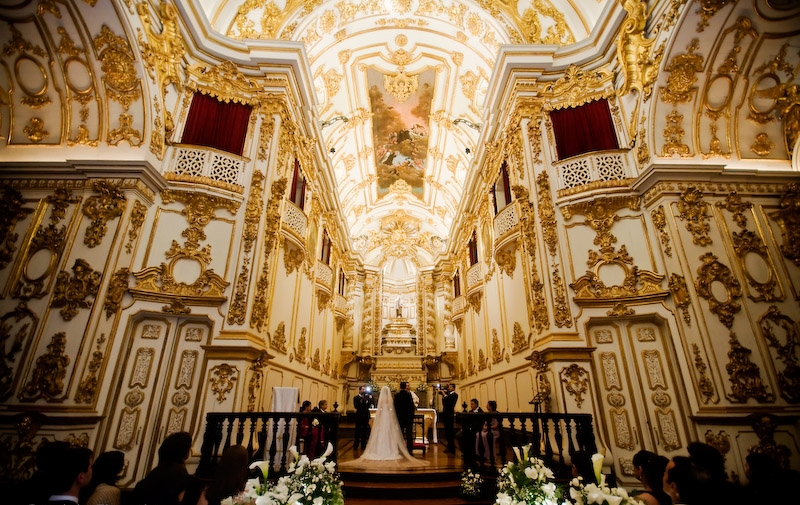
Interior da igreja.

A primitiva capela deu lugar à atual igreja a partir de 1761. As obras, a cargo do Mestre Manuel Alves Setúbal, estenderam-se por quinze anos, tendo o novo templo sido sagrado em 22 de Julho de 1770, com uma procissão solene.
A talha dourada em estilo rococó do interior, de grande beleza, foi realizada por mestre Inácio Ferreira Pinto a partir de 1785.

### Capela Real e Catedral
Como a chegada da família real portuguesa e de sua corte ao Rio de Janeiro, em 1808, o vizinho Paço dos Vice-Reis (atual Paço Imperial) foi utilizado como casa de despachos da corte. A rainha D. Maria I (1777-1816) foi instalada no também vizinho Convento do Carmo, sendo ambos os edifícios ligados por um passadiço elevado (hoje inexistentes) sobre a Rua Direita. Por ser o templo mais próximo, D. João VI designou a Igreja de Nossa Senhora do Carmo como nova Capela Real Portuguesa e, pouco mais tarde, também como Catedral do Rio de Janeiro, condição que manteve até 1976, quando foi inaugurada a Catedral de São Sebastião do Rio de Janeiro, na Avenida República do Chile.
Como capela Real, a Igreja de Nossa Senhora do Carmo foi palco de importantes eventos, como a sagração de D. João VI como rei de Portugal, em 20 de março de 1816, após a morte de D. Maria I. Ali também o príncipe D. Pedro, futuro imperador do Brasil, recebeu sua esposa D. Leopoldina de Áustria, no dia 6 de novembro de 1817, com quem se tinha casado por procuração alguns meses antes, na Itália.
Nesse período a igreja teve muita importância no desenvolvimento da música erudita no Rio de Janeiro. Foram regentes e compositores da Capela Real, o brasileiro Padre José Maurício Nunes Garcia e o português Marcos Portugal.

### Capela Real Imperial

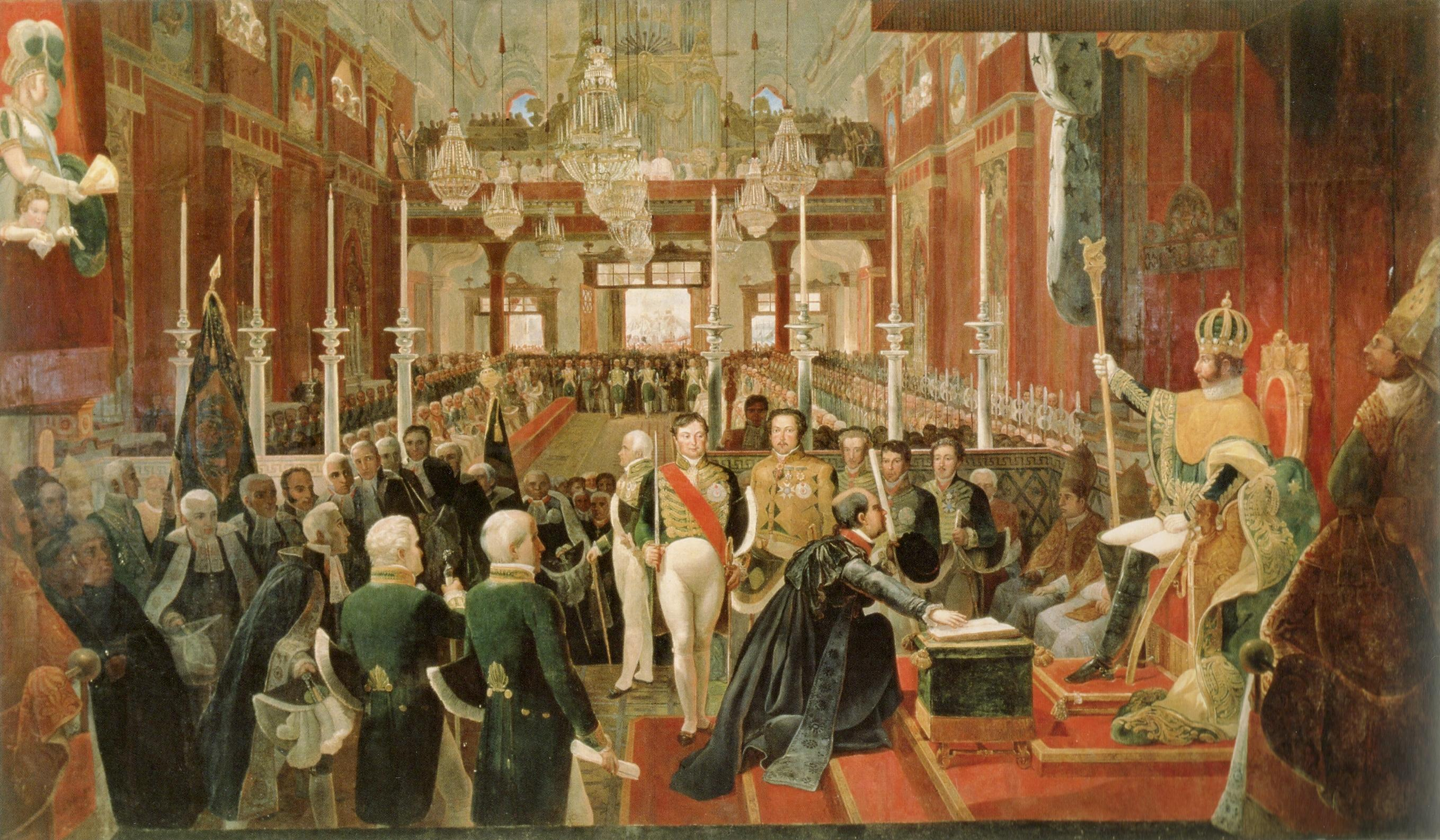
Sagração de D. Pedro I na Capela Imperial em 1822. Pintura de Jean Baptiste Debret.

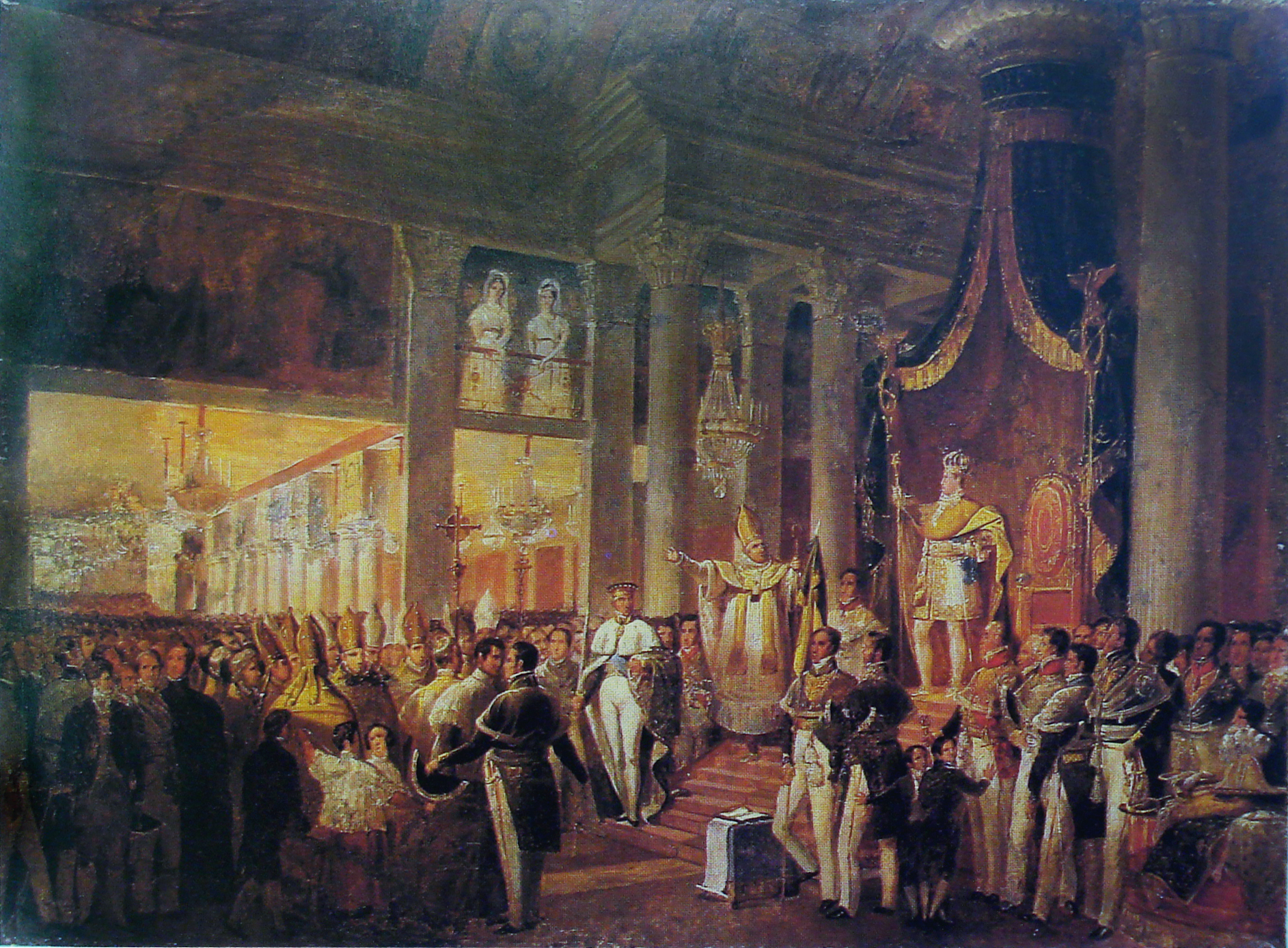
A Coração de D. Pedro II, pintura de Manuel de Araújo Porto-Alegre, c. 1840. Acervo do Museu Histórico Nacional.

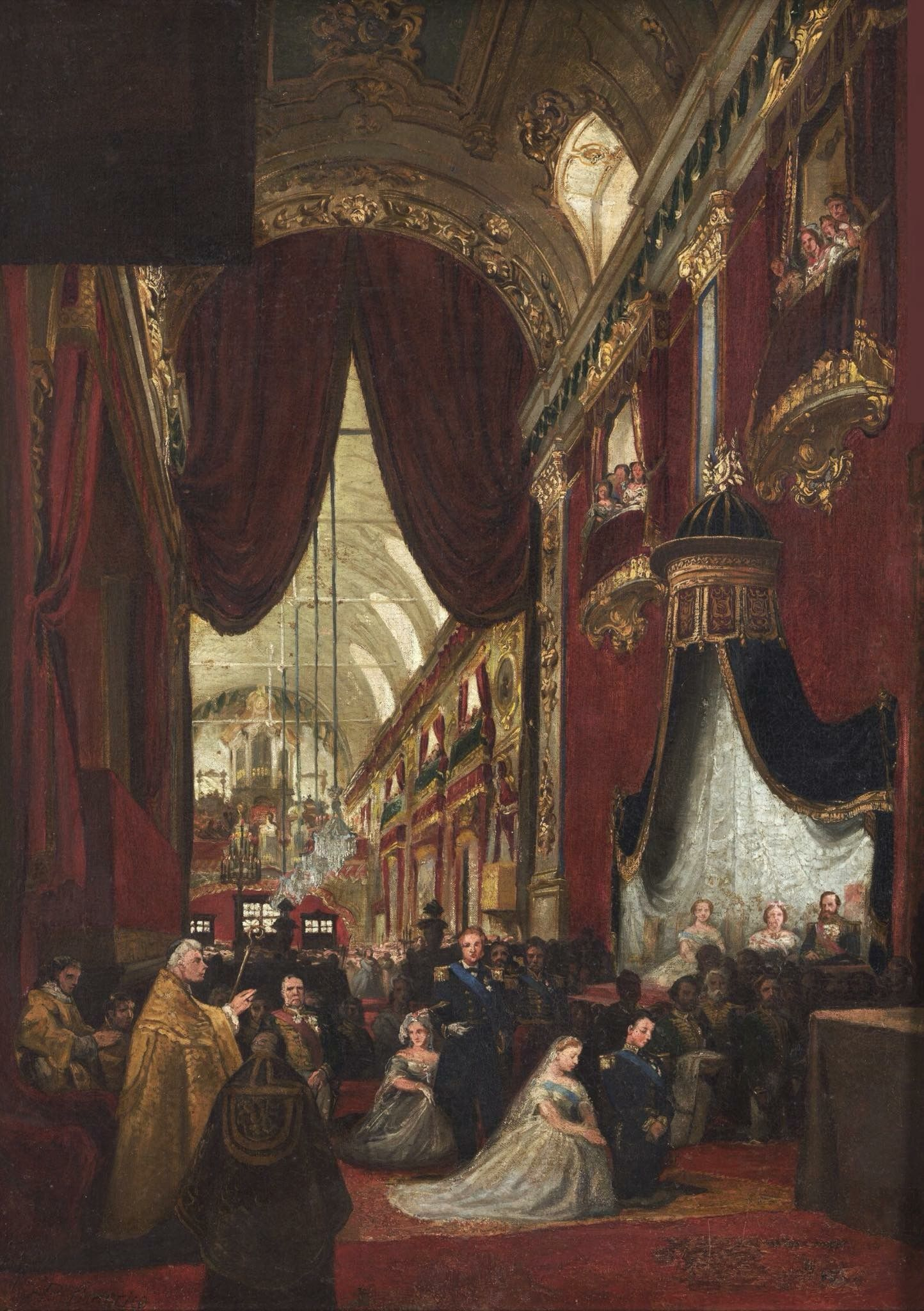
Casamento da Princesa Isabel na Capela Imperial, em 1864, pintura de Pedro Américo. Acervo do Museu Imperial.

A fachada foi completada apenas por volta de 1822 pelo arquiteto português Pedro Alexandre Cavroé, que deu ao edifício um frontão elevado em estilo clássico.
Após a Independência do Brasil, a igreja passou a ser a Capela Real Imperial e sediou as cerimônias de sagração dos imperadores D. Pedro I e D. Pedro II, bem como o casamento da Princesa Isabel com Louis Phillippe Gaston d'Orléans, o Conde D'Eu, em 15 de outubro de 1864.
Para permitir a ligação da Rua do Cano (atual Rua 7 de Setembro) com o Largo do Paço, em 1875 (1857 segundo outros autores), foram demolidas a torre e a portaria do antigo convento. Um passadiço elevado conectou os dois edifícios até 1890.
Por determinação do Cardeal Arcoverde, a torre foi reconstruída em 1905 e, em 1910, construiu-se o frontispício voltado para a Rua 7 de Setembro. Estas obras afastaram o conjunto das suas linhas originais.

Rua Primeiro de Março, Convento do Carmo e Igreja de Nossa Senhora do Carmo à esquerda, fotografia de Marc Ferrez, cerca de 1885 a 1895. Acervo do Instituto Moreira Salles.

### Perda da Sede Episcopal
Em 1976, quando a Catedral de São Sebastião do Rio de Janeiro foi concluída, a Igreja de Nossa Senhora do Carmo perdeu a sua condição de catedral, sendo, a partir daí, também chamada a Antiga Sé.

## Características

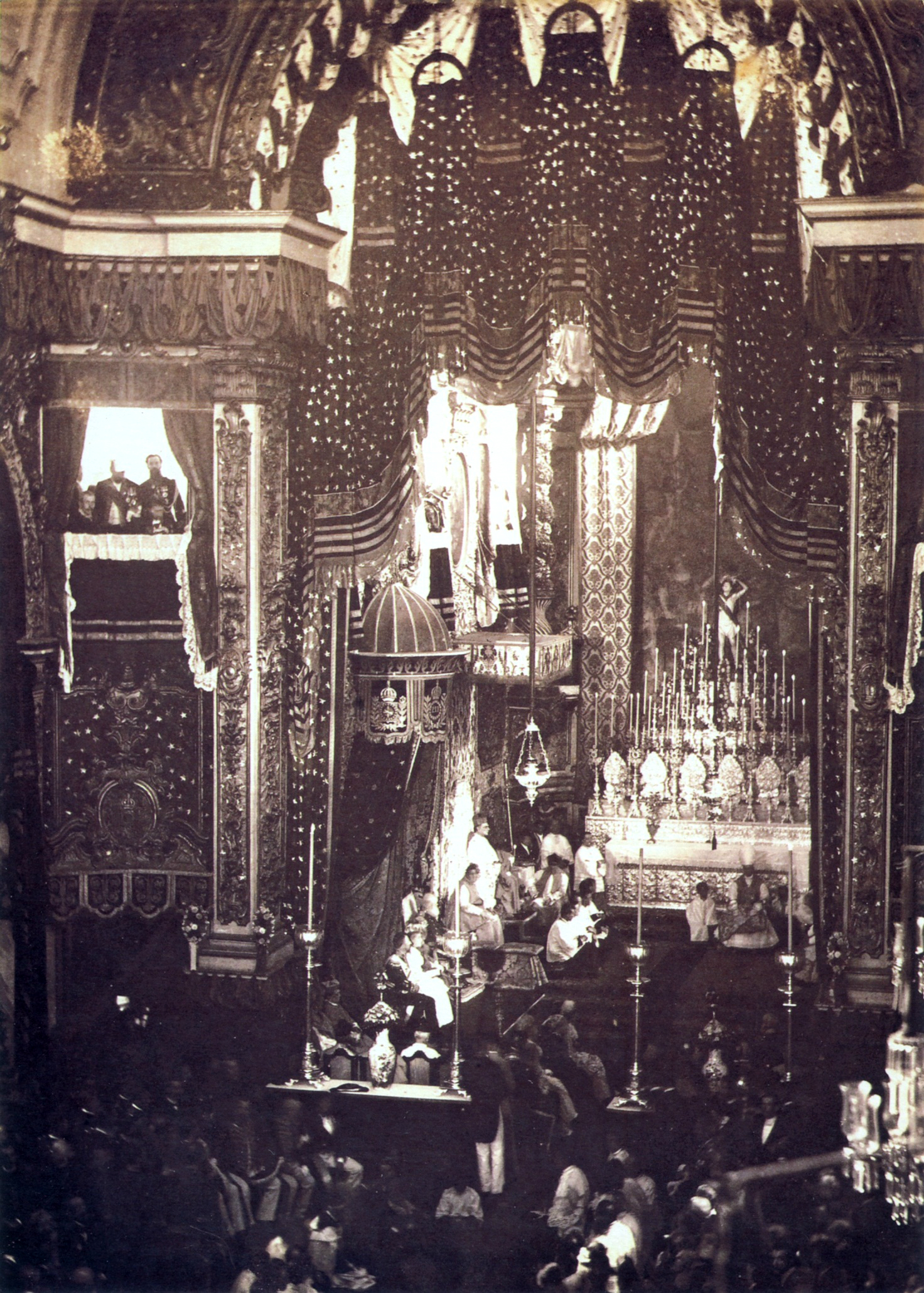
Cerimônia de aclamação de Isabel como regente em 1887 no templo.

A fachada principal da igreja é um tanto assimétrica devido ao posicionamento da torre, longe do corpo central. Por volta de 1900, a fachada e a torre foram muito alteradas; apenas o primeiro andar da fachada, com os três portais em estilo pombalino lisboeta, é ainda original. A estátua em um nicho da fachada representa o santo padroeiro da cidade, São Sebastião. A torre, reconstruída entre 1905 e 1913 pelo arquiteto italiano Rafael Rebecchi, é encimada por uma estátua, em bronze, de Nossa Senhora da Conceição.
No interior, as paredes da nave única possuem uma série de capelas laterais profundas separadas por pilastras. Sobre cada capela, há um balcão (tribuna) que se alterna com pilastras contendo telas ovais com pinturas dos apóstolos, de autoria do pintor colonial José Leandro de Carvalho. O teto, de madeira curvada, é subdividido em tramos que acompanham as divisões da nave. Sobre cada balcão, há uma abertura no teto (luneta) que permite a entrada de luz. No fundo da nave, encontra-se a capela-mor, separada desta por um arco-cruzeiro.
A decoração do interior é a principal atração artística do edifício, graças ao magnífico trabalho de talha dourada de feição rococó que cobre a capela-mor, arco-cruzeiro, capelas laterais, nave e teto. A talha, de grande unidade de estilo, foi executada a partir de 1785 pelo escultor Inácio Ferreira Pinto, um dos maiores artistas do Rio de Janeiro colonial. A estética rococó da talha é evidenciada pelo tipo e distribuição dos ornatos, repartidos em painéis com molduras douradas, que não chegam a cobrir toda a superfície, permitindo o contraste entre o dourado e os fundos brancos e transmitindo uma sensação de elegância.
Em dois dos sete sinos no campanário, encontra-se gravada a data de fabricação: 1623. Um desses sete sinos foi fundido por João Batista Jardineiro em 1822, ostentando as armas da família real portuguesa e a inscrição D. João VI.

## Cripta
No subsolo da Igreja está localizada uma Cripta, onde se encontram-se sepultados o Cardeal Arcoverde, primeiro Cardeal da América Latina e outros bem-feitores importantes para a Igreja.
Em 1903, a Cripta recebeu parte dos restos mortais de Pedro Álvares Cabral, retirados do Mausoléu da família em Santarém, Portugal.
Entre 1922 e 1939, os restos mortais do Imperador D. Pedro II e da Imperatriz Teresa Cristina permaneceram sepultados na Cripta, até que foram transladados para o Mausoléu Imperial, em Petrópolis. Entre 1953 e 1971, a Princesa Isabel e o Conde D'Eu também foram sepultados na Cripta, até serem transladados para o Mausoléu Imperial.